# Festes d'Interès Turístic de Navarra

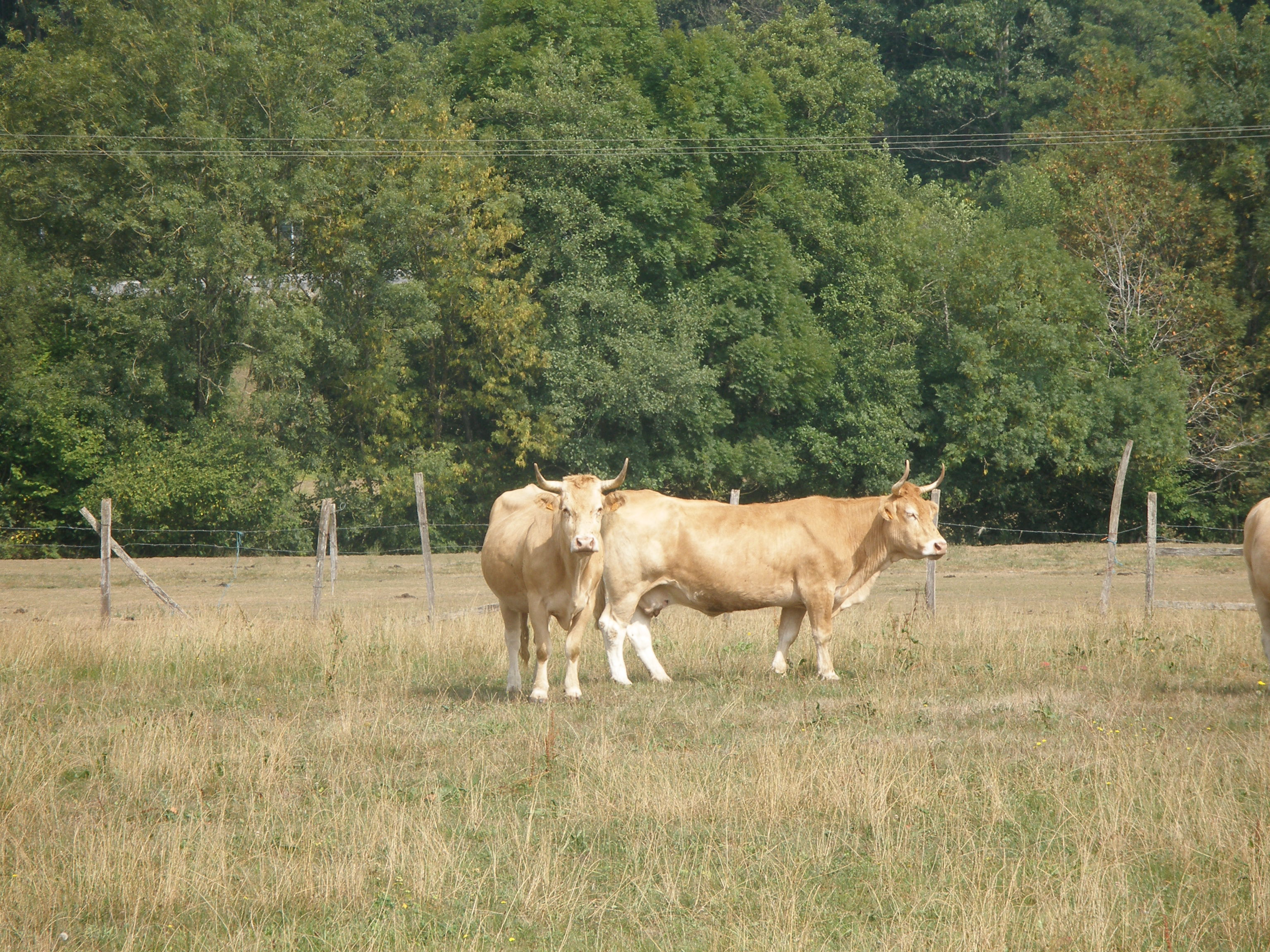
Las vaques amb les quals sabona el Tribut de les Tres Vaques, declarat Festa d'Interès Turístic de Navarra.

Festa d'Interès Turístic de Navarra és una denominació honorífica atorgada a festejos o esdeveniments que se celebren a la Comunitat Foral de Navarra i que ofereixen interès real des del punt de vista turístic. Va ser creat pel Govern de Navarra a l'agost de 2010 amb el propòsit de donar a conèixer més enllà de l'àmbit de la Comunitat Foral aquelles celebracions que puguin contribuir a incrementar el turisme a causa de la seva originalitat, tradició popular o valors socioculturals.
La declaració es realitza mitjançant ordre foral aprovada pel Consell de Turisme de Navarra tenint en compte aspectes com la qualitat dels actes, l'afluència de visitants, la participació de la societat local, la cura de l'entorn i les accions promocionals que es realitzen. També comportarà l'obligació de respectar els caràcters tradicionals i específics de les festes. De fet, si desapareixen les circumstàncies que van motivar el seu atorgament, la festa pot quedar sense efecte. Per optar posteriorment a la categoria nacional cal que hagin transcorregut almenys cinc anys des de la declaració regional per part d'alguna Comunitat Autònoma. I per optar al nivell d'interès internacional, calen cinc anys des de l'obtenció del títol nacional.
Les declarades d'ofici pel Govern de Navarra són:
- Tribut de les Tres Vaques.
- Carnestoltes d'Ituren i Zubieta.
- Carnestoltes de Lanz.
- Toro amb soga de Lodosa.[5]

Les declarades a instància i per la sol·licitud dels ajuntaments corresponents, complint els requisits establerts en el Decret Foral corresponent són:
- Encierro del Pilón de Falces.
- Carnestoltes d'Alsasua.[6]
- Trobada amb la història d'Artajona.
- Dia del pastor.
- Auto de Los Reyes Magos/El Misterio de Reyes de Sangüesa.
- Commemoració de la Batalla de Lácar.